# فرانك نوريس
بنجامين فرانكلين نوريس جونيور (5 مارس 1870 - 25 أكتوبر 1902) (بالإنجليزية: Benjamin Franklin Norris, Jr.)‏ هو كاتب وروائي وصحفي أمريكي تأثَّرت أفكاره بالعصر التقدُّمي للولايات المتحدة الأمريكية، نُشِرَت أولى أعماله في نهاية عقد الثمانينات من القرن التاسع عشر، أوَّل منشوراته كانت في الترجمة إلى الإنجليزية، ومن ثمَّ بدأ في التأليف، وجزء كبير من أعماله نُشِرَ بعد موته المفاجئ في 1902. تميَّزت أعماله الأدبية بالنزعة الطبعانية، ومن أشهر مُؤَلَّفاته رواية «ماك تيغ» (McTeague) و«الأخطبوط: قصة من كاليفورنيا» (The Octopus: A Story of California) و«البورصة» (The Pit). لم يًصرِّح فرانك نوريس أنَّه كان اشتراكياً، ولم يناصر الاشتراكية سياسياً، ولكنَّ آراءه الفكريَّة قريبة من ذلك التيَّار. تأثَّر نوريس بفكرة التطوُّر، وضمَّن هذه الفكرة في كثيرٍ من أعماله. من أبرز المواضيع التي تتمحور حولها كتابات نوريس هو الأثر المُدمِّر الذي تركه التقدُّم والحياة الصناعية على المجتمعات الزراعية والحياة الطبيعية.

## حياته
وُلِدَ فرانك نوريس في شيكاغو بولاية إلينوي في 1870. والده بنجامين هو رجل أعمال من شيكاغو استطاع أن يصنع ثروته بنفسه، ووالدته جرترود جلورفينا دوجيت عمِلَت في المسرح. في 1884 انتقلت عائلته إلى سان فرانسيسكو بولاية كاليفورنيا وهناك بدأ نوريس عمله في سوق العقارات. وفي 1887 بينما لا يزال نوريس في شبابه التحق بأكاديمية جوليان في باريس وذلك بعد وفاة أخيه وبعد إقامة صغيرة في لندن، وهناك تعلَّم نوريس الرَّسم لمدة سنتين، وتعرَّف في باريس على روايات إميل زولا مؤسِّس المذهب الطبعاني في الأدب. التحق بعدها بجامعة كاليفورنيا في بيركلي بين الأعوام 1890 و1894، وهناك أصبح مُلِماً بالأفكار التطوّرية لتشارلز داروين وهربرت سبنسر، ونرى تأثير هذه الأفكار في أعماله اللاحقة. ظهرت أعماله الأولى في المجلَّة الجامعية لجامعة كاليفورنيا في بيركلي، وكذلك في مجلة «سان فرانسيسكو وايف» (San Francisco Wave). وبعد طلاق والديه توجَّه شرقاً نحو جامعة هارفارد، وهناك التقى ب«لويز ي. جاسيتس» الذي شجَّعه على الاستمرار في الكتابة. عمل نوريس كمراسل صحفي في جنوب أفريقيا بين عامي 1895 و1896 لصالح صحيفة «سان فرانسيسكو كرونيكل» (San Francisco Chronicle)، ومن ثمَّ كمساعد تحريرٍ في صحيفة «سان فرانسيسكو وايف» (San Francisco Wave)، من 1896 حتى 1987، وعمل بعد ذلك كمراسل صحفي في كوبا أثناء الحرب الإسبانية الأمريكية لصالح مجلة «ماك كلورس» (McClure's). وفي 1899 التحق نوريس بمؤسسة «دَبُلداي وبايج» للنشر في نيويورك.
تزوَّج نوريس في العام 1900 بجانيت بلاك، وبعدها بعام رُزِقا بمولود. وفي 25 أكتوبر 1902 تُوفِّي نوريس بعد إصابته بالتهاب الصَفاق نتيجة تمزُّق الزائدة الدودية لديه. توفِّي فرانك نوريس في سان فرانسيسكو ودُفِنَ في مقبرة ماونتاين فيو في أوكلاند بكاليفورنيا. ونتيجة موته المفاجئ بقيت بعضاً من أعماله غير مكتملة.

## مؤلفاته
| - «Yvernelle» (تاريخ النشر: 1892، فيلادلفيا) - «Moran of the Lady Letty» (تاريخ النشر: 1898، نيويورك) - «McTeague» (تاريخ النشر: 1899، نيويورك) - «Blix» (تاريخ النشر: 1899، نيويورك) - «A Man's Woman» (تاريخ النشر: 1900، نيويورك) - «The Octopus: A Story of California» (تاريخ النشر: 1901، نيويورك) - «The Pit: A Story of Chicago» (تاريخ النشر: 1903، نيويورك) - «The Responsibilities of the Novelist» (تاريخ النشر: 1903، نيويورك، عمل غير خيالي) - «A Deal in Wheat and Other Stories of the New and Old West» (تاريخ النشر: 1903، نيويورك) - «A Joyous Miracle» (تاريخ النشر: 1906، نيويورك) | - «A Lost Story» (تاريخ النشر: 1907، قصة قصيرة) - «The Third Circle» (تاريخ النشر: 1909، نيويورك) - «The Passing of Cock-Eye Blacklock» (تاريخ النشر: 1909، قصة قصيرة) - «San Francisco's Old Chinatown» (تاريخ النشر: 1910، قصة قصيرة) - «Vandover and the Brute» (تاريخ النشر: 1914، نيويورك) - «Frank Norris of "The Wave." Stories & Sketches From the San Francisco Weekly, 1893 to 1897» (تاريخ النشر: 1931، سان فرانسيسكو) - «Frank Norris: Collected Letters» (تاريخ النشر: 1986، سان فرانسيسكو) - «The Apprenticeship Writings of Frank Norris 1896–1898» (تاريخ النشر: 1996، فيلادلفيا) - «The Best Short Stories of Frank Norris» (تاريخ النشر: 1998، نيويورك) |

## وصلات خارجية
- فرانك نوريس على موقع الموسوعة البريطانية (الإنجليزية)
- فرانك نوريس على موقع إن إن دي بي (الإنجليزية)

- الأخطبوط لفرانك نوريس، السمك السغير والسمك الكبير. مقال نُشِر على العربية.نت. (بالعربية)
- أعمال بواسطة فرانك نوريس، على ويكي مصدر الإنجليزية. (بالإنجليزية)
- أعمال بواسطة فرانك نوريس، على مشروع جوتنبرج. (بالإنجليزية)
- "Norris,%20Frank"%20OR%20subject:"Frank%20Norris"%20OR%20creator:"Norris,%20Frank"%20OR%20creator:"Frank%20Norris"%20OR%20creator:"Norris,%20F."%20OR%20title:"Frank%20Norris"%20OR%20description:"Norris,%20Frank"%20OR%20description:"Frank%20Norris")%20OR%20("1870-1902"%20AND%20Norris))%20AND%20(-mediatype:software) أعمال بواسطة فرانك نوريس، على أرشيف الإنترنت. (بالإنجليزية)
- أعمال بواسطة فرانك نوريس، على ليبري فوكس. (بالإنجليزية)